# Froghall
Froghall – wieś w Anglii, w hrabstwie Staffordshire, w dystrykcie Staffordshire Moorlands. Leży 26 km na północny wschód od miasta Stafford i 210 km na północny zachód od Londynu.